# تاي ووكر
تاي ووكر (بالإنجليزية: Ty Walker)‏ (7 أغسطس 1989 بويلمينغتون في الولايات المتحدة - ) هو لاعب كرة سلة أمريكي في مركز الوسط. لعب مع ليموج سي إس بي.

## وصلات خارجية
- تاي ووكر على موقع كرة السلة الأوروبية.كوم (الإنجليزية)
- تاي ووكر على موقع كلية كرة السلة في سبورتس رفرنس.كوم (الإنجليزية)
- تاي ووكر على موقع ريلجم (الإنجليزية)
- تاي ووكر على موقع بروبوليرز (الإنجليزية)
- تاي ووكر على موقع سبورتس رفرنس (الإنجليزية)
- تاي ووكر على موقع سبورتس رفرنس (الإنجليزية)